# Südafrikanische Frauen-Cricket-Nationalmannschaft in Irland in der Saison 2022
Die Tour der südafrikanischen Frauen-Cricket-Nationalmannschaft nach Irland in der Saison 2022 fand vom 3. bis zum 17. Juni 2022 statt. Die internationale Cricket-Tour war Bestandteil der Internationalen Cricket-Saison 2022 und umfasste drei WODIs und drei WTwenty20. Die WODIs sind Teil der ICC Women’s Championship 2022–2025. Südafrika gewann die ODI-Serie 3–0 und die WTwenty20-Serie mit 2–1.

## Vorgeschichte
Für beide Teams war es die erste Tour der Saison. Das letzte Aufeinandertreffen der beiden Mannschaften bei einer Tour fand in der Saison 2016 in Irland statt.

## Stadion
Die folgenden Stadien wurden für das Turnier ausgewählt.
| Stadion                      | Stadt  | Kapazität | Spiele       |
| ---------------------------- | ------ | --------- | ------------ |
| Clontarf Cricket Club Ground | Dublin | 3.200     | 1. – 3. WODI |
| Sydney Parade                | Dublin |           | 1. – 3. WT20 |

## Kaderlisten
Irland benannte seine Kader am 26. Mai 2022.
| WODI | WODI | WTwenty20 | WTwenty20 |
| Irland | Südafrika | Irland | Südafrika |
| --- | --- | --- | --- |
| - Gaby Lewis (K) - Alana Dalzell - Rachel Delaney - Georgina Dempsey - Sarah Forbes - Shauna Kavanagh - Arlene Kelly - Sophie MacMahon - Jane Maguire - Kate McEvoy - Cara Murray - Leah Paul - Celeste Raack - Mary Waldron | - Suné Luus (K) - Anneke Bosch - Tazmin Brits - Trisha Chetty - Nadine de Klerk - Lara Goodall - Shabnim Ismail - Ayabonga Khaka - Nonkululeko Mlaba - Raisibe Ntozakhe - Tumi Sekhukhune - Andrie Steyn - Chloe Tryon - Delmi Tucker - Laura Wolvaardt | - Gaby Lewis (K) - Alana Dalzell - Rachel Delaney - Georgina Dempsey - Sarah Forbes - Shauna Kavanagh - Arlene Kelly - Sophie MacMahon - Jane Maguire - Kate McEvoy - Cara Murray - Leah Paul - Celeste Raack - Mary Waldron | - Suné Luus (K) - Anneke Bosch - Tazmin Brits - Trisha Chetty - Nadine de Klerk - Lara Goodall - Shabnim Ismail - Ayabonga Khaka - Nonkululeko Mlaba - Raisibe Ntozakhe - Tumi Sekhukhune - Andrie Steyn - Chloe Tryon - Delmi Tucker - Laura Wolvaardt |

## Women’s Twenty20 International

### Erstes WTwenty20 in Dublin
| 3. Juni Scorecard | Dublin (SP) | Irland 143-7 (20)          | – | Südafrika 133-7 (20) |
|                   |             | Irland gewinnt mit 10 Runs |   |                      |

Südafrika gewann den Münzwurf und entschied sich als Feldmannschaft zu beginnen. Als Spielerin des Spiels wurde Leah Paul ausgezeichnet.

### Zweites WTwenty20 in Dublin
| 6. Juni Scorecard | Dublin (SP) | Irland 106-7 (20)               | – | Südafrika 107-2 (15) |
|                   |             | Südafrika gewinnt mit 8 Wickets |   |                      |

Irland gewann den Münzwurf und entschied sich als Schlagmannschaft zu beginnen. Als Spielerin des Spiels wurde Shabnim Ismail ausgezeichnet.

### Drittes WTwenty20 in Dublin
| 8. Juni Scorecard | Dublin (SP) | Irland 104 (18.3) | – | Südafrika 108-2 (13.5) |
|                   |             |                   |   |                        |

Südafrika gewann den Münzwurf und entschied sich als Feldmannschaft zu beginnen. Als Spielerin des Spiels wurde Lara Goodall ausgezeichnet.

## Women’s One-Day Internationals

### Erstes WODI in Dublin
| 11. Juni Scorecard | Dublin (Clontarf) | Irland 69 (27.2)                | – | Südafrika 70-1 (16) |
|                    |                   | Südafrika gewinnt mit 9 Wickets |   |                     |

Irland gewann den Münzwurf und entschied sich als Schlagmannschaft zu beginnen. Als Spielerin des Spiels wurde Shabnim Ismail ausgezeichnet.

### Zweites WODI in Dublin
| 14. Juni Scorecard | Dublin (Clontarf) | Irland 213-8 (50)               | – | Südafrika 217-1 (38.4) |
|                    |                   | Südafrika gewinnt mit 9 Wickets |   |                        |

Südafrika gewann den Münzwurf und entschied sich als Feldmannschaft zu beginnen. Als Spielerin des Spiels wurde Lara Godall ausgezeichnet.

### Drittes WODI in Dublin
| 17. Juni Scorecard | Dublin (Clontarf) | Südafrika 278-5 (50)           | – | Irland 89 (32.5) |
|                    |                   | Südafrika gewinnt mit 189 Runs |   |                  |

Südafrika gewann den Münzwurf und entschied sich als Schlagmannschaft zu beginnen. Als Spielerin des Spiels wurde Shabnim Ismail ausgezeichnet.

## Auszeichnungen

### Player of the Series
Als Player of the Series wurden der folgende Spieler ausgezeichnet.
| Serie | Player of the Series |
| ----- | -------------------- |
| WODI  | Shabnim Ismail       |
| WT20  | Gaby Lewis           |

### Player of the Match
Als Player of the Match wurden die folgenden Spielerinnen ausgezeichnet.
| Spiel   | Player of the Match |
| ------- | ------------------- |
| 1. WODI | Leah Paul           |
| 2. WODI | Shabnim Ismail      |
| 3. WODI | Lara Goodall        |
| 1. WT20 | Shabnim Ismail      |
| 2. WT20 | Lara Goodall        |
| 3. WT20 | Shabnim Ismail      |